# Sonblue
Sonblue est un groupe de pop/rock espagnol. À l'origine le groupe s'appelait SOMEBLUE. Le groupe basé à Cordoue (Andalousie) est constitué de 5 personnes :
- Nacho (10 juillet 1989), Voix
- Salva (23 juin 1989), Guitare
- Manu (31 décembre 1989), Guitare
- Carlos (29 mai 1989), Basse
- Alex (23 juillet 1987), Batterie

Sonblue ont débuté en 2006 avec la sortie de leur premier single sous le nom de Sueños De Ayer qui a atteint la troisième place dans la liste des singles espagnols (Promusicae).
En rencontrant un franc succès, Sonblue ont lancé d'autres titres comme : ¿ Dónde está el Amor ?, Ahora toca imaginar, Lo mejor de mí,... en composant leur premier album et en enchaînant les tournées et les concerts dans toute l'Espagne. 

## Albums
- Sueños de ayer
  - Sortie: 12 juin, 2006 (SPA)
  - Ventes: +6,500
- Singles officiel:
  - 2006: Sueños de ayer — #3 (SPA)
  - 2006: Donde está el Amor promo
  - 2006: Ahora toca imaginar / "Lo mejor de mí" promo